# The Music of the Night
The Music of the Night è un brano musicale scritto da Andrew Lloyd Webber su testi di Charles Hart e inserito nella partitura del musical The Phantom of the Opera.
Eseguito alla metà del primo atto, subito dopo l'arrivo di Christine nel covo del Fantasma, è uno dei brani più noti dello spettacolo ed uno dei più famosi brani nella storia del musical.
Anticipata dal recitativo I Have Brought You... (spesso sostituito, nelle esecuzioni esterne allo spettacolo, da una breve introduzione musicale che anticipa la melodia del brano), l'aria si sviluppa in una forma affine alla romanza (per ammissione dello stesso autore, di chiara ispirazione pucciniana), con un tono elegiaco e al tempo stesso ricco di passione. Il brano, nella sua forma più comune, è scritto per una tessitura da tenore drammatico o baritono (con un buon dominio delle note alte).
La musica si articola in due temi distinti che si ripetono più volte con minime variazioni, seguiti da una breve coda. Il testo è narrativo, senza ritornelli o da capo, con le parole della seconda parte che riflettono la prima per affinità concettuali o assonanze.
Le prime strofe (Night-time sharpens...abandon their defences) introducono il tema-1 che viene portato a conclusione dall'orchestra, per poi essere ripreso nuovamente dal cantante sino alla fine (Slowly, Gently...Music of the Night), collegandosi subito al tema-2 (Close Your Eyes...start to soar) in un crescendo seguito da un diminuendo sino ad un La bemolle piano, cui segue una coda (And You Live...lived before). La seconda parte riprende nuovamente il tema-1 (Softly, Deftly...Music of the Night) mentre il tema-2 viene variato (Let Tour Mind...You Long To Be), culminando in un La bemolle fortissimno seguito nuovamente dalla coda (Only then...to Me). Segue una ripresa integrale del tema-1 (Floating, Falling...Music of the Night) che viene ripetuto maestosamente dall'orchestra, intorrempendosi prima dell'ultima battuta per sfumare in un finale completamente nuovo (You Alone...Music of the Night) che anticipa uno dei temi del duetto All I Ask of You.
Di grande effetto emotivo e di sicura presa sul pubblico, il brano presenta tuttavia diverse difficoltà, in particolare per l'estensione di due ottave esatte, da un La bemolle grave che ricorre più volte ai due La bemolle acuto (in fortissimo al momento del celebre e temuto "...To Be"), presentando, all'interno di poche battute, entrambi gli estremi di estensione richiesti al cantante durante l'intero spettacolo.
Originariamente pensato per il soprano Sarah Brightman (che ne ha eseguite due incisioni in studio e diverse registrazioni live), è stato inserito, ancora inedito, nella colonna sonora del musical. La prima versione del brano (di cui restano alcuni demo interpretati da Colm Wilkinson), differisce notevolmente nei testi e negli arrangiamenti rispetto a quella definitiva.
Il brano, nella sua forma "ufficiale", con l'orchestrazione di David Cullen e i nuovi testi di Charles Hart, viene eseguito per la prima volta nel 1986 dal cantante Michael Crawford sotto la direzione musicale di Michael Reed nell'ambito dell'incisione originale del musical. Cantante e direttore sono anche protagonisti della prima esecuzione pubblica del brano il 9 ottobre 1986.
Oltre a quella ufficiale (utilizzata nello spettacolo), Crawford e Reed hanno inciso una versione alternativa, con ampie variazioni nel testo e un accompagnamento strumentale semplificato), utilizzata negli Highlights del 1986 London Cast e in seguito frequentemente eseguita in sede concertistica (di questa versione esiste un video promozionale interpretato da Michael Crawford e Sarah Brightman).
La fama del brano si spinge oltre i confini del musical il 19 gennaio 1989, quando Michael Crawford lo esegue in occasione dell'insediamento alla Casa Bianca di George H. W. Bush.
Divenuto universalmente famoso grazie soprattutto all'interpretazione di Crawford, che ne ha fatto il suo brano per eccellenza incidendone ben quattro versioni (incluso un duetto con Barbra Streisand), il brano è subito divenuto un classico nel suo genere ed uno degli standard più amati tra i cantanti di Broadway, ma anche tra interpreti lirici e pop.
Tra i più significativi interpreti che dal 1986 hanno affrontato il brano spiccano artisti quali Anthony Warlow, Michael Ball, Sammi Davis Jr, Alessandro Safina, José Carreras, Katherine Jenkins, Paloma San Basilio, Thomas Hampson, Il Divo, Paul Potts e Andrea Bocelli (che lo ha eseguito al concerto in onore di Lady Diana), oltre ai numerosi interpreti che hanno prestato la propria voce al personaggio a teatro (molto apprezzate, in anni recenti, le performance di Howard McGillin -che lo ha cantato anche alla cerimonia dei Tony Awards-, Hugh Panaro, David Shannon e John Owen-Jones). Viene inoltre frequentemente eseguito in forma strumentale.